# George Gidley Palmer
Pour les articles homonymes, voir Palmer.
George Gidley Palmer est un graveur et peintre britannique né en 1830, actif aux Indes britanniques.

## Biographie
George Gidley Palmer fut baptisé le 14 mars 1830 à Topsham, Devon, fils de Bartholemew Gidley Palmer et de Charlotte Hayman.
Tout d'abord imprimeur d'estampes, il partit aux Indes Anglaises, où il fut graveur et peintre.

## Œuvres
- Portrait du Lieutenant-colonel H. McLeod Hutchison, 1881, vente Bonham's Londres 21 janvier 2009
- Fête d'Ashura à Calcutta, 1876, vente Bonham's Londres 13 décembre 2006 (tableau présenté comme de George Galsworthy Palmer, né en 1913 !)
- A Muhurram procession, 1876, vente chez Christie's Londres 28 septembre 2001 (tableau présenté comme de G. G. Palmer)